# Shopping visuale
Lo shopping visuale è un settore dello shopping online nel quale vengono utilizzate le più recenti tecniche di Computer Vision e Image Processing al fine di agevolare l'utente nel processo di acquisto di un determinato bene di cui si dispone di una o più immagini rappresentative. In particolare questa tipologia di shopping nasce per sopperire alle limitazioni delle ricerche testuali dei principali motori di ricerca attraverso le quali è spesso difficile se non impossibile descrivere in modo esaustivo un particolare oggetto.

## Moda e abbigliamento
Nello specifico il settore merceologico in cui meglio si presta questo tipo di shopping è il settore della moda e dell'abbigliamento poiché spesso le descrizioni testuali associate ai prodotti presenti nei negozi online sono scarne e prive di dettagli; una ricerca basata sull'informazione visuale presente nelle immagini, in questo caso, può quindi notevolmente favorire l'estrazione di contenuto informativo, la sua indicizzazione e la successiva interrogazione.
In letteratura sta nascendo un forte interesse nella realizzazione di nuove tecniche in grado di gestire questo tipo di informazione estraendo dagli oggetti di interesse caratteristiche come colore, tessiture, forme e contorni, attributi visuali, ecc..